# 1999 (Lied)
1999 ist ein 1982 veröffentlichter Song des US-amerikanischen Musikers Prince, den er geschrieben, komponiert, arrangiert und produziert hat. Das Stück ist auf seinem Album 1999 enthalten und wurde am 24. September 1982 als Vorabsingle des Albums ausgekoppelt. Im Liedtext schildert Prince Ängste vor Atomkriegen.

## Geschichte
1999 erreichte im Jahr 1982 Platz 44 in der US-Singlehitparade. Nachdem Prince’ Bekanntheitsgrad in den USA gestiegen war, kehrte 1999 im Juni 1983 in die US-amerikanischen Singlecharts zurück und erzielte Platz 12 als Höchstplatzierung.
Der Song wurde insgesamt fünfmal wiederveröffentlicht, unter anderem im Jahr 1984 in Großbritannien als Doppel-A-Seite zusammen mit dem Lied Little Red Corvette. Erst nach der vierten Wiederveröffentlichung im Winter 1998/1999 schaffte das Lied mit Platz 86 den Sprung in die deutsche Singlehitparade.
Den Backgroundgesang übernahmen drei Mitglieder seiner Begleitband The Revolution: Lisa Coleman, Jill Jones und Dez Dickerson. Ursprünglich komponierte Prince den Song mit drei Harmonien, beschloss jedoch später, dass die Stimmen bei jedem Vers begannen.
Am 2. Februar 1999 veröffentlichte Prince mit seiner damaligen Begleitband The New Power Generation das Lied erneut, produzierte insgesamt sechs Remixe und benannte es in 1999 – The New Master um. Als musikalische Gäste wirken Doug E. Fresh, Larry Graham, Rosario Dawson und Rosie Gaines mit.
1999 ist auch auf den Prince-Kompilationen His Majesty’s Pop Life/The Purple Mix Club (1985), The Hits/The B-Sides (1993), The Very Best of Prince (2001), Ultimate (2006) und 4Ever (2016) zu finden. Außerdem wurde der Song im Jahr 2019 auf dem Album 1999 Super Deluxe platziert, eine überarbeitete Neuauflage des Originalalbums.

## Rezeption
Im Jahr 2021 wählte das US-Musikmagazin Rolling Stone 1999 auf Platz 339 von Die 500 besten Songs aller Zeiten.

## Kommerzieller Erfolg

### Chartplatzierungen
| ChartsChartplatzierungen       | Höchstplatzierung | Wochen |
| ------------------------------ | ----------------- | ------ |
| Deutschland (GfK)              | 75 (5 Wo.)        | 5      |
| Vereinigte Staaten (Billboard) | 12 (30 Wo.)       | 30     |
| Vereinigtes Königreich (OCC)   | 2 (29 Wo.)        | 29     |

| ChartsJahrescharts (1983)      | Platzierung |
| ------------------------------ | ----------- |
| Vereinigte Staaten (Billboard) | 41          |

| ChartsJahrescharts (1985)    | Platzierung |
| ---------------------------- | ----------- |
| Vereinigtes Königreich (OCC) | 30          |

### Auszeichnungen für Musikverkäufe
| Land/Region                  | Auszeichnungen für Musikverkäufe (Land/Region, Auszeichnung, Verkäufe) | Verkäufe |
| ---------------------------- | ---------------------------------------------------------------------- | -------- |
| Neuseeland (RMNZ)            | Platin                                                                 | 30.000   |
| Vereinigtes Königreich (BPI) | Gold                                                                   | 400.000  |
| Insgesamt                    | 1× Gold · 1× Platin ·                                                  | 430.000  |

Hauptartikel: Prince/Auszeichnungen für Musikverkäufe

## Coverversionen
- 1992: Gary Numan
- 1993: Bob Belden
- 1993: Paul Shaffer
- 1996: The Mike Flowers Pops
- 1999: Adeva
- 1999: Red Dirt Rangers
- 2000: Shawn Mullins
- 2000: The Residents
- 2001: Jive Bunny & the Mastermixers
- 2012: David Helbock

## Trivia
Phil Collins’ Hit Sussudio ist von 1999 beeinflusst, was jener auch offen zugab, und bemerkte ein großer Prince-Fan zu sein.